# Lilah Morgan
Lilah Morgan 
(spelad av Stephanie Romanov) är en fiktiv person i serien Angel. Lilah arbetar för Wolfram & Hart tillsammans med Lindsey McDonald.
Lilah och Wesley
Under säsong tre och fyra utvecklar Lilah ett “förhållande” med Wesley som börjar med one night stands men övergår till något mer seriöst. Wesley var den första att kalla deras bekantskap för ett förhållande och har därför en signerad dollar i sin plånbok som ett bevis för detta. 
I slutet av säsong fyra blir Lilah mördad av (en besatt) Cordelia och Angelus dricker av hennes blod. Wesley förstår att han måste halshugga Lilah för att förhindra att hon återuppstår som vampyr. 
I samma scen uppenbarar sig Lilahs spöke, vilket ger Wesley en chans att be om ursäkt för att han inte kunde rädda Lilah från sig själv. 
Som Holland Manners bevisat tidigare avslutas inte alla kontrakt med Wolfram & Hart vid döden, det samma gäller Lilah Morgans. Hon är den som övertygar Angel Investigations att ta över firman för att “kunna styra det inifrån”. 
Väl inne i Wolfram & Hart försöker Wesley en sista gång ge Lilah ro genom att bränna upp hennes kontrakt med firman. När kontraktet brunnit upp säger Lilah att hon är rörd av hans handling men ber Wesley att se i lådan igen, där kontraktet återigen ligger, oförstört. 